# Palau de Govern del Perú
El Palau de Govern del Perú, també anomenat Casa de Govern o Casa de Pizarro, és la seu principal del poder executiu peruà i la residència oficial del President del Perú. Amb una àrea construïda de 19.208 m², està situat a la Plaça Major del centre històric de Lima, a la vora del riu Rímac. La façana del palau és d'estil neobarroc d'inspiració francesa, mentre que la façana lateral, que dona al carrer Palacio i on està la porta d'entrada és d'estil neocolonial (neoplateresc).
La seva primera versió la va manar construir el fundador castellà de Lima, Francisco Pizarro, en 1536 sobre territoris que havien estat del curaca Taulichusco. Durant l'època del virregnat va ser anomenat Palau del Virrei o Palau Virreinal, ja que, durant aquesta etapa, va ser la residència dels virreis del Perú. L'actual edifici data de 1938 i va ser construït durant el segon govern d'Óscar R. Benavides.
L'ala esquerra de l'edifici (la que dona al carrer Pescaderia) que va dissenyar l'arquitecte Ricardo de Jaxa Malachowski en 1926, ho va ocupar, fins al segon govern de Fernando Belaunde, el Ministeri de Justícia i Drets Humans del Perú. És considerat un monument històric i en les seves diferents versions arquitectòniques ha albergat a hostes com Francisco Pizarro i els quaranta virreis del Perú, el libertador Simón Bolívar, el rei espanyol Juan Carlos I (durant la seva visita oficial que va fer al Perú entre el 22 i 26 de novembre de 1978), cabdills i presidents del Perú.

## Història

### Construcció

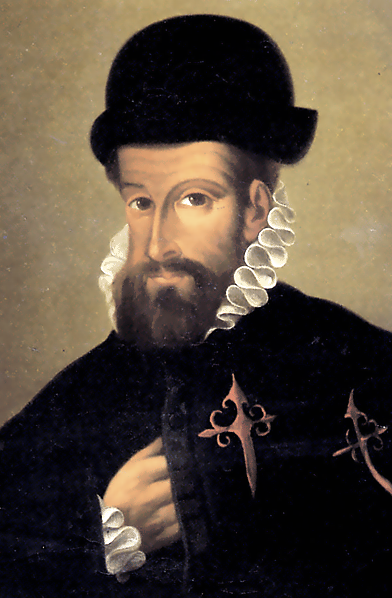
Retrat de Francisco Pizarro, fundador de Lima i primer propietari del palau.

La casa de govern actual s'aixeca en el mateix solar que Francisco Pizarro va reservar, en fundar, en el matí del 18 de gener de 1535 i en terres del curaca Taulichusco, la Ciutat dels Reis, perquè fos la seva residència i futura seu de la governació de Nova Castella. Al llarg de quatre-cents setanta anys, sis terratrèmols, quatre saquejos i tres incendis van destruir parcialment o totalment l'edifici. No obstant això va mantenir a través de les seves moltes reedificacions la disposició i planta semblants a les que Pizarro va dissenyar després de la fundació de Lima en el lloc de la Plaça Major.
Així, segons el costum espanyol, es van assignar a l'església i al cabildo els solars més propers a la plaça, després es va procedir a repartir els solars entre els veïns de la ciutat de Jauja, que va ser fundada com la primera capital d'aquests territoris, i els altres conqueridors, havent-se realitzat la distribució d'acord amb el plànol de la ciutat, denominat Damero de Pizarro, delineat, en pergamí i després a cordill, per Nicolás de Ribera, el capità Diego d'Agüero i el pilot Francisco Quintero, els qui la van dividir en cent disset illes de cases, cadascuna amb quatre solars o terrens que Francisco Pizarro va assignar als seus homes d'acord amb la jerarquia que tenien.
Pizarro es va adjudicar els quatre solars que formaven la poma situada al nord de la plaça, és a dir tota la setena poma de la filera contigua al riu Rímac, on existia una huaca de l'ídol de la vall i des d'on podia defensar-se millor dels aldarulls i també dels mateixos conqueridors ja embarcats en lluites internes. La casa del governador va ser senzilla i sense cap ostentació d'arquitectura. El marquès Pizarro era home de costums sobris i no va tenir temps per emprendre una obra suntuosa.
L'edificació de l'època va ser de tova i seguint els usos de Castella: dos grans patis i amplis espais destinats a la tropa i caballerizas. Les caixes reals amb els Cinquens del Rei eren guardats sota triple clau i l'Ajuntament originalment va funcionar a la casa del governador Pizarro. Una àmplia i estesa escalinata, paral·lela al que avui és el carrer Palacio, conduïa a les habitacions del governador. El traç d'aquesta escala i la figuera que segons la llegenda va ser sembrada pel conqueridor, és el poc que actualment queda del segle xvi. El 26 de juny de 1541 la casa de Pizarro va ser saquejada pels Cavallers de la Capa, els qui van irrompre en l'edificació aconseguint assassinar Pizarro.

### Virregnat

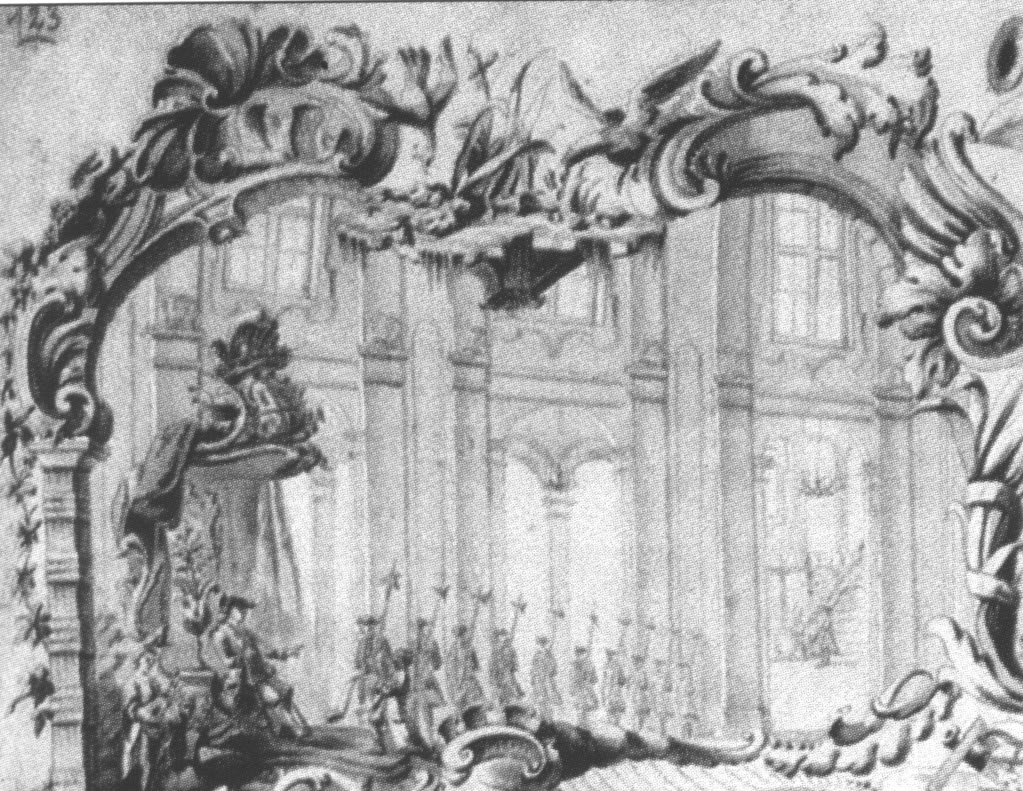
Aspecte interior del Palacio Virreinal de Lima. S'observa el tron del virrey del Perú i els alabarderos de la Guàrdia Real d'Infanteria.

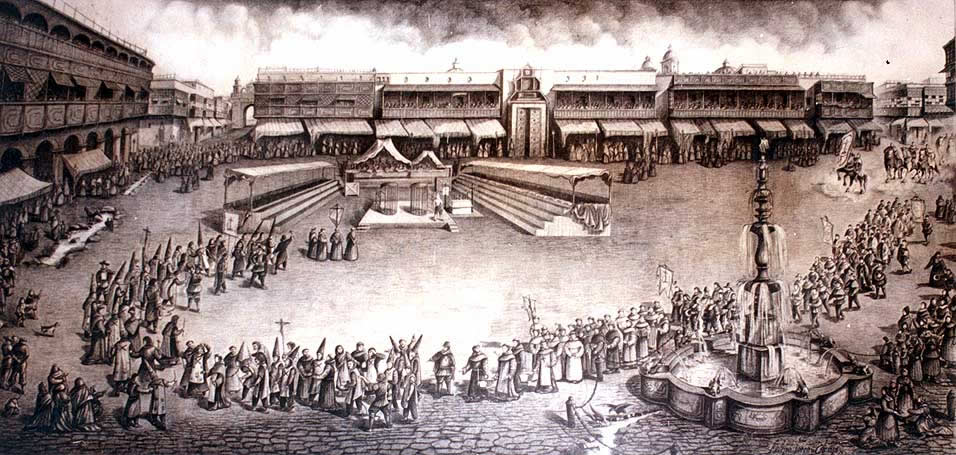
Palau dels Virreis i Plaça Major de Lima (gravat del segle XVII). El Palau dels Virreis apareix amb els anomenats «Calaixos de Ribera».

Després de la mort de Pizarro, les autoritats es van apoderar de la seva residència i la Real Hisenda es va adjudicar el terreny com a part del pagament dels 28 000 pesos d'or que Francisco Pizarro havia de pagar a la corona espanyola. L'antic palau, va ser utilitzat pel primer virrey del Perú Blasco Núñez Vela com la seva residència. Els altres virreis van enriquir el seu enteixinat, els seus adorns, el seu mobiliari i van anar millorant la construcció transformant-ho en un palau més suntuós, digne de la capital dels dominis americans del llavors poderós imperi espanyol. En 1569 va arribar al Perú el virrei Francisco de Toledo, Conde d'Oropesa qui va governar fins a l'any 1581. Aquest virrei va efectuar grans millores a l'antiga casa de Pizarro.
El palau del virrei va quedar derruït pel terratrèmol de Lima i Callao de 1586, ocorregut en l'època del virrei Fernando Torres i Portugal, Comte de Villardompardo. Durant el govern del virrei Luis de Velasco i Castella, Marquès de Salines del Riu Pisuerga es va edificar el nou Palau Virreinal. Respecte a aquest palau dels virreis el pare jesuïta Bernabé Cobo va escriure en el primer terç del segle xvii:
Referint-se en particular a la façana, va dir:

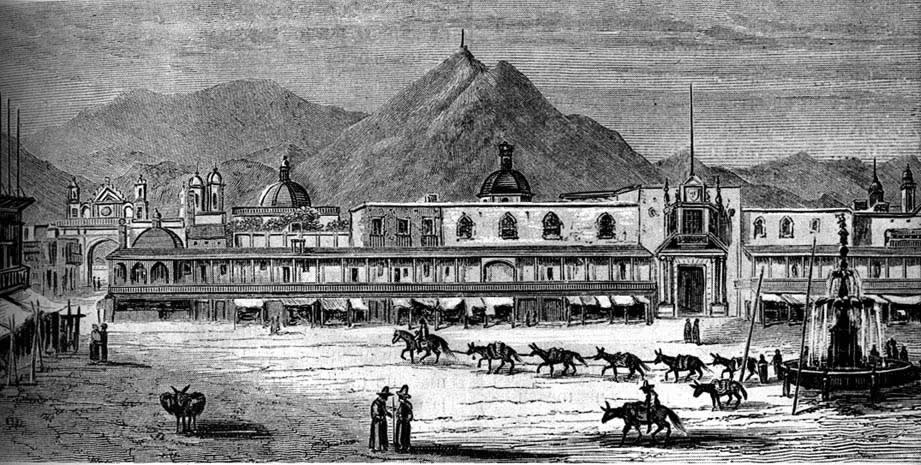
Palau dels Virreis, Església dels Desemparats, Arc del Triomf i Plaça Major de Lima (gravat de la fi del).

Aquesta façana del palau virreinal d'aquella època va ser reproduïda durant el govern del virrei Pedro Fernández de Castro, Comte de Lemos, en una pintura que encara es troba a l'Església de la Soledad i que representa el pas d'un camina de la Sagrada Lanzada en la processó de Setmana Santa. En aquesta pintura es pot observar la gran portada amb la seva balconada i frontó amb les armes reals. Aquesta portada i el front de la plaça van ser destruïts pels terratrèmols de 1687 i 1746, i reedificats en el mateix estil, encara que ja no amb tanta elegància.
La façana va quedar emmascarada i enlletgida en la seva planta baixa per les covachuelas que formaven els Calaixos de Ribera. En 1769 el palau dels virreis va sofrir un incendi que va ocasionar, entre altres desgràcies, la pèrdua de invalorable documentació. Es va atribuir el sinistre a una venjança personal. Va donar ocasió així mateix, perquè el palau es restaurés encara que no tant. L'única alteració, conservada per molt temps, va ser la portada sobre el carrer del Palacio, manada construir pel virrei Francisco Gil de Taboada. És en aquesta època que inexplicablement es va dur a terme la construcció dels Calaixos de Ribera en la façana de la casa de govern, que solament molts anys després el president Miguel Iglesias va fer desaparèixer.

### República

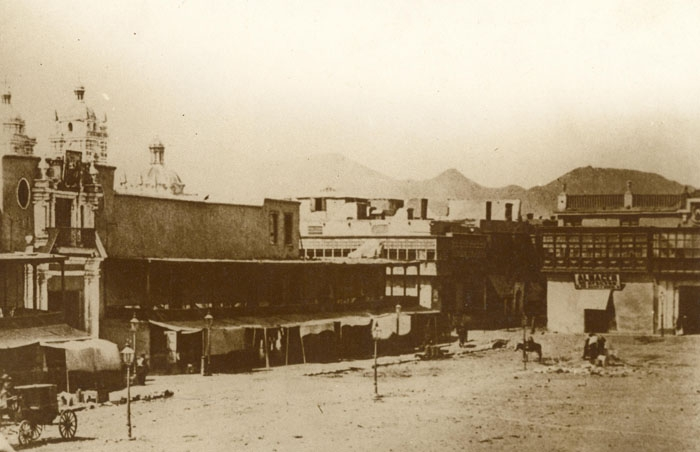
Palau de Govern del Perú en 1860.

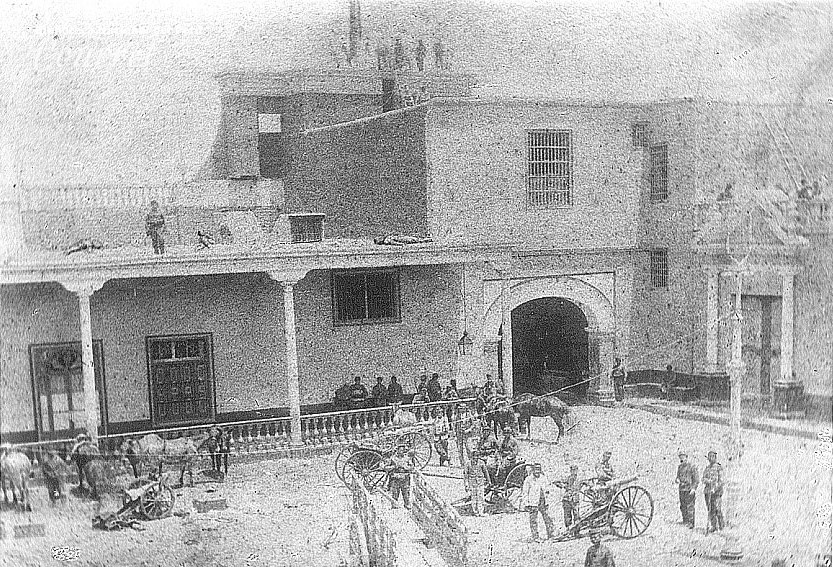
Interior del Palau de Govern durant la revolució pierolista de 1895.

En 1821, quan el virrei José de la Serna, Comte dels Andes va abandonar Lima, José de Sant Martín es va instal·lar breument en el palau; després es va mudar a la casa de camp de la Magdalena Vieja (avui districte de Pueblo Libre), que els naturals d'aquest lloc coneixien amb l'àlies de «Palacio», edificació no tan suntuosa com el nom ens faria pensar, que el virrey Joaquín de la Pezuela, Marquès de Viluma va fer construir, de tova i de tall més aviat senzill, per a descans i solaç dels virreis i de la seva cort, però que va ser ocupada per la seva filla.
Durant el govern de Ramón Castilla, el palau va viure potser la seva millor època, ja que el va guarnir amb diverses obres d'art. Des de 1836 fins a 1839, durant la Confederació Perú-Boliviana, va ser seu de govern del protector Andrés de Santa Cruz fins a la restauració de la República del Perú amb el govern d'Agustín Gamarra, després de la Guerra contra la Confederació Perú-Boliviana. En 1865, l'arquitecte suís Michele Trefogli va dur a terme la refacció del palau de govern, on va projectar i va construir el gran menjador de cristalls, sota les ordres del general Juan Antonio Pezet, vicepresident de la República.
Durant la Guerra del Pacífic (1879-1883), el palau va ser ocupat per les tropes de l'exèrcit xilè que, al comandament del contraalmirant Patricio Lynch, van irrompre a la ciutat de Lima, des del 17 de gener 1881 fins al 23 d'octubre de 1883, quan el govern provisori de Miguel Iglesias, amb seu en el nord, va signar el Tractat de Ancón. Els soldats xilens van saquejar el palau, abans d'abandonar-ho, portant-se innombrables objectes de valor entre ells dos canons que flanquejaven la porta principal del palau, retrats dels virreis i presidents fins a la guerra del Pacífic i tots els mobles, catifes i llums, i arribant a l'extrem de cremar obres d'art o en altres casos portar-les a Xile.
Al desembre de 1884 va esclatar en un dels anomenats Calaixos de Ribera un incendi que ho va danyar parcialment i es van perdre arxius del Tribunal Major de Comptes que eren del segle xvi. Després d'aquest sinistre, el governador general Miguel Iglesias va decidir donar-li a l'edifici la dignitat i prestancia que havia de tenir com a seu del govern ordenant el desallotjament dels comerciants i la construcció d'una nova façana en cadascun dels seus costats. En el govern d'Andrés Avelino Cáceres el 1886 es van restaurar les instal·lacions danyades. Durant el govern de Nicolás de Piérola Villena es va realçar la façana del palau col·locant dues balconades obertes en els extrems on ara estan les balconades de desfilades.
A principis del segle xx, durant el govern de José Pardo i Barreda es va convocar un concurs internacional per a la construcció d'una residència presidencial; el guanyador va ser l'arquitecte Emile Robert, el projecte del qual, d'estil arquitectònic afrancesat, mai es va arribar a concretar. Es creu que aquest disseny va servir de font d'inspiració a l'arquitecte polonès Ricardo de Jaxa Malachowski en el disseny de la façana principal, que mira cap a la Plaça Major, del nou palau.
El 3 de juliol de 1921 va esclatar un altre incendi, que va destruir gran part de l'ala dreta del palau, és a dir, les grans sales, les estances i despatxos del Cap d'Estat. El president Augusto Leguía va iniciar posteriorment la transformació de l'immoble aixecant una elegant façana de pedra en la qual es va mantenir la Porta d'Honor, i que es va conservar en la nova edificació, i dues setmanes després va manar aixecar el Saló Daurat, de cartró pedra, amb motius indigenistes i contemporanis.
Els dissenyadors van ser, entre d'altres, l'arquitecte i escultor espanyol Manuel Piqueras Cotolí i el pintor Jorge Vinatea Reynoso. Hi havia urgència perquè estaven properes les celebracions pel Centenari de la Independència del Perú, havent-hi Leguía deixat expedit el Gran Saló de Recepcions que té molta semblança, quant a enteixinat i decoració de parets, amb el Palau del Quirinal de Roma.

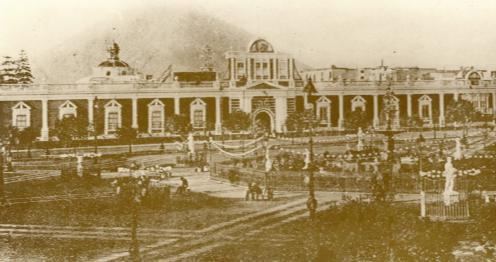
Palau de Govern del Perú a finals del.

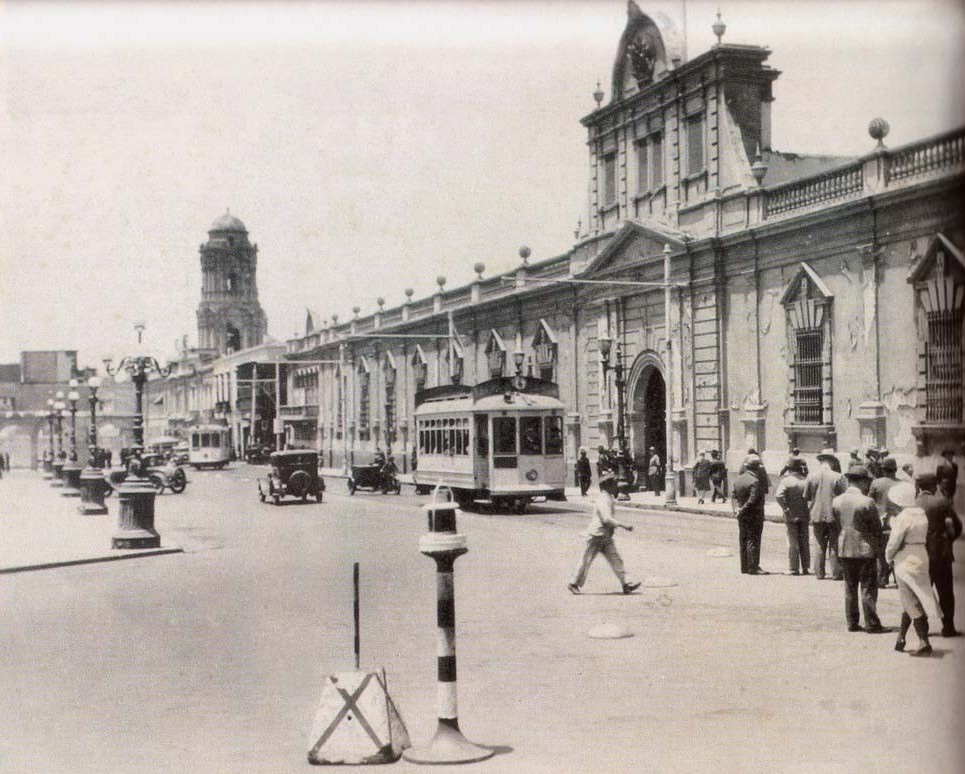
Vista de l'antic Palau de Govern en 1932. Poden veure's dos tramvies urbanitos de marca italiana Breda de les dues línies que unien el Rimac amb el Parc de l'Exposició de Lima.

Celebració del Centenari de la Independència del Perú. Oli que representa la rebuda de les missions estrangeres, a l'interior del Palau de Govern per part del president Augusto Leguía.

En 1926 Leguía va encarregar a l'arquitecte francès Claude Antoine Sahut Laurent el disseny del nou Palau de Govern, jutjant-se en aquells dies que el sinistrat edifici era arquitectònicament insignificant i de modesta elevació. Les obres de Sahut estaven influenciades pels estils historicistes i francesos; no obstant això, va ser un dels arquitectes que van donar auge a l'estil neocolonial amb tendències morisques, la qual cosa es veu reflectit en el disseny del palau.
Alguns dels salons que ell va dissenyar van ser: el Hall Eléspuru i Choquehuanca, el Saló Pizarro, el Saló Daurat o de Recepcions, el Despatx Presidencial i el Pati Sevillano on està el jardí amb la «Figuera de Pizarro». La Foundation Company va ser l'empresa encarregada d'executar l'estructura de l'edifici, sent l'administrador dels treballs Carlos Willis i el director d'obres públiques Mariano Barboza.
En 1929, arran de la caiguda de la Borsa de Nova York i la crisi econòmica mundial, la Foundation Company va paralitzar les seves activitats en el Perú deixant sense concloure el Saló de Recepcions. Leguía va ser enderrocat el 22 d'agost de 1930 i les obres de construcció de l'actual palau de govern es van paralitzar. Corresponen a la dècada del 20 del segle xx la Porta d'Entrada, el Hall Eléspuru, el Saló Sevillano, el Saló Daurat, el Saló Pizarro i el Despatx Presidencial, conservant-se el traç i ubicació de l'escala –ara en marbre blanc i cobert d'enteixinat d'estil renaixentista espanyol- per on van pujar els Cavallers de la Capa per assassinar Francisco Pizarro el 26 de juny 1541 i per on avui s'arriba a aquests salons cerimonials.
Amb motiu de l'arribada al Perú del Príncep de Gal·les (futur Eduardo VIII), durant el govern del general Luis Miguel Sánchez Cerro, la signatura de Sahut va ser novament contractada perquè continuès amb la reconstrucció del palau. Sánchez Cerro va acabar el Saló de Recepcions i les sales annexes, entre elles el Despatx Presidencial, el Saló d'Ambaixadors, la Sala de Senyores, la Sala de Edecanes, el Saló de Representants, el Saló Luis XVI, la Sala de Ministres; les quals van ser inaugurades en la visita que va fer l'hereu al tron del Regne Unit el 12 de febrer de 1931, però en 1932 novament es van paralitzar les obres.
Posteriorment, el president Óscar R. Benavides va encarregar a l'arquitecte Ricardo de Jaxa Malachowski la terminació de la construcció. Els treballs es van iniciar el 24 d'agost de 1937, amb la demolició de la part antiga, els mateixos que van continuar fins a l'any següent, havent-se la construcció fet per seccions amb l'ocupació de dues mil treballadors. Però per a la cambra centenària de la fundació de Lima, en 1935, es van demolir els últims murs del palau de Pizarro, no sense abans realitzar excavacions a la recerca del tresor que, segons la llegenda, Pizarro va amagar abans de ser assassinat pels almagristes.
La façana del palau (entrada principal) que dona cap a la Plaça Major, l'ala esquerra (que dona cap al carrer Pescaderia), el cinema, la capella i la residència corresponen a aquesta època. Des de 1938, el palau de govern ostenta el seu aspecte actual l'estil arquitectònic del qual és neobarroc d'inspiració francesa. En 1987, en el primer període de govern del president Alan García, es va inaugurar al pati d'honor del palau un monument d'Andrés Avelino Càceres. Durant el segon període de govern d'Alberto Fujimori, per recomanació de la seva filla la llavors primera dama Keiko Fujimori, es van dur a terme en els interiors del palau, com el Gran Hall, uns discutits treballs de pintat.
Aquests treballs van ser realitzats per un artista espanyol, amic personal de Keiko Fujimori, qui li va suggerir el pintat de les instal·lacions del palau amb colors que reflectissin les tendències artístiques que estaven en voga en aquest temps. En el període de govern d'Alejandro Toledo es van fer treballs per donar-li un nou aspecte al Pati d'Honor. En tota la història republicana del Perú, en les instal·lacions del palau han funcionat diversos Ministeris, sent ara la seu de l'oficina dels Vicepresidents de la República.

### El palau en l'actualitat

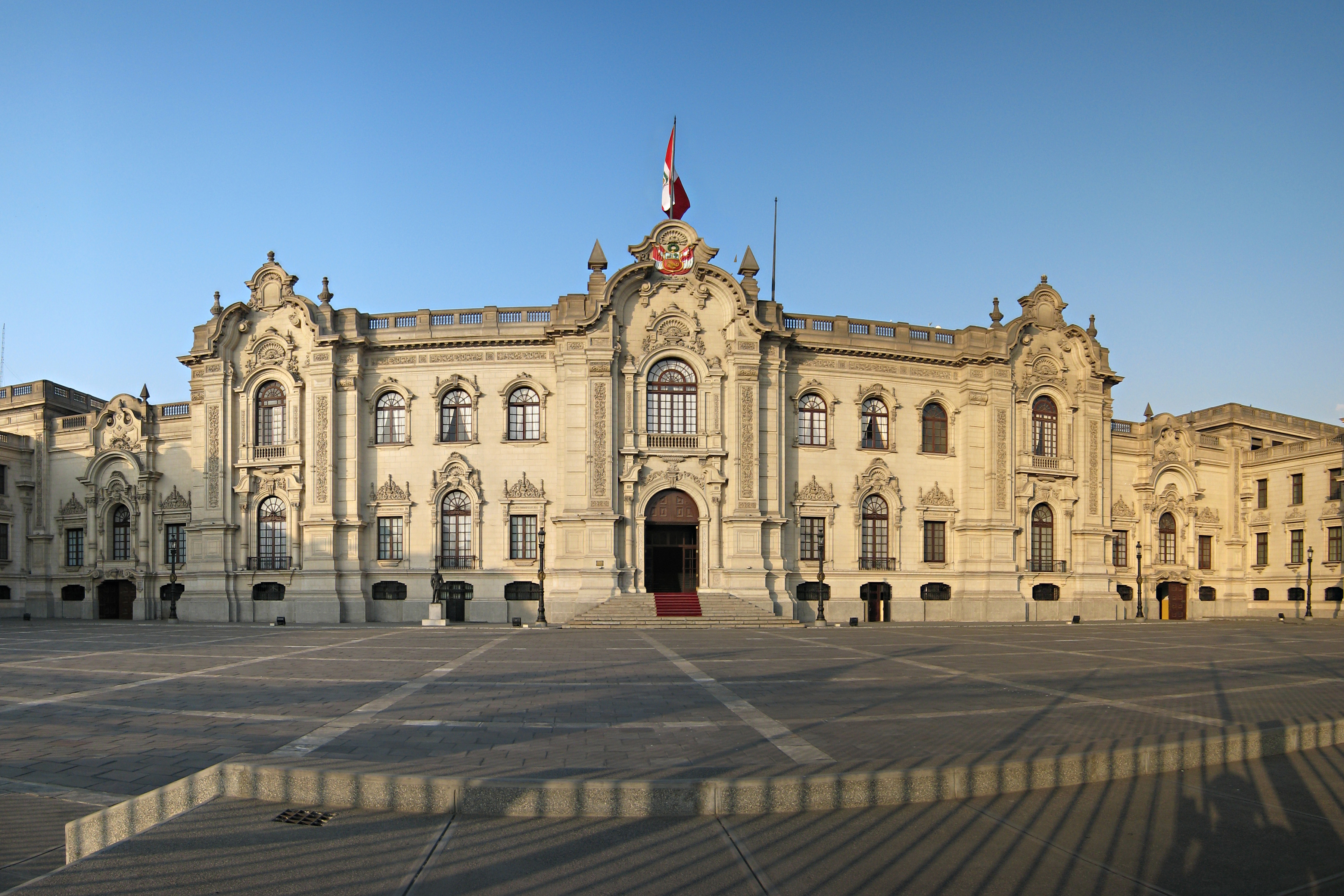
Façana actual del Palau de Govern.

En 2005, a la Casa de Pizarro se li va instal·lar una nova il·luminació (amb la finalitat que la seva façana es realci en les nits) com a part del projecte denominat Circuit Turístic de la Llum, dut a terme per iniciativa del llavors alcalde de Lima, Luis Castañeda Lossio, per millorar el centre històric de la ciutat. Dins del grup d'edificacions il·luminades també es van considerar la Municipalitat Metropolitana i la Catedral de Lima. Al començament de febrer de 2007, l'escut nacional que està en la part superior del frontis de la façana principal del palau va ser pintat a l'oli amb els colors vermell, verd i blau.
El símbol nacional, que mesura dos metres per costat, va ser pintat pels alumnes de l'Escola Nacional Superior Autònoma de Belles arts del Perú, Jorge Ramírez i Ivo Fuentes, els qui van ser convocats per l'àrea de restauració d'aquesta escola. Tots dos joves van ser dirigits pel coordinador de l'Escola de Belles arts, Leslie Lee. Van treballar a temps complet durant quatre dies sobre una bastida penjant i a dotze metres d'altura. El 8 de maig de 2009 el president Alan García, va inaugurar un obelisc col·locat al pati principal, cap al costat dret de l'entrada principal que mira cap a la Plaça Major, del Palau de Govern com a recordatori de les víctimes del Conflicte armat peruà.

## Salons
El Palau de Govern del Perú posseeix bells recintes i salons cerimonials, alguns d'ells, com el Saló Daurat, van ser edificats sobre la base dels existents en el Palau de Versalles de França; les seves instal·lacions, en la seva major part, es van construir sobre la base d'un estil afrancesat.

### Saló Túpac Amaru

Retrat de Francisco Pizarro, fundador de Lima i primer propietari del palau, oli de Daniel Hernández i que estava en el Saló Pizarro. Avui dia es troba en el hall el·líptic de la residència presidencial.

Anteriorment era anomenat Saló Pizarro perquè tenia un quadre del fundador de Lima obra del pintor peruà Daniel Hernández. L'any 1972 el president Juan Velasco Alvarado ho va rebatejar com Túpac Amaru havent estat cridat per Fernando Belaúnde Terry en el seu segon mandat com Túpac Pizarro, aquest saló té una cúpula poc profunda i hi ha profusió de talles de fusta a més d'unes tribunes per a músics.
En aquest saló es troben les Quatre Estacions de l'escultor espanyol Ramón Mateu Montesinos, valuosos i sensuals nus de donzelles buidades en bronze, col·locades en quatre fornícules del saló, en la part superior d'elles existeixen relleus en guix amb motius incaics obra de l'escultor peruà Daniel Casafranca, obres realitzades en la reconstrucció després de l'incendi del palau en 1921. Una catifa de quaranta metres de llarg, teixida en Arequipa cobreix el pis. Els finestrals donen cap a la Plaça Major de Lima.

### Saló Jorge Basadre
Anteriorment va ser anomenat Hall Eléspuru i Choquehuanca en record del edecán Sergent Major EP Eulogio Eléspuru Deustua i del soldat Pedro Potenciano Choquehuanca pertanyent a una secció del Batalló d'Infanteria Nº 3 que es trobava fent guàrdia en el palau, els qui, al costat d'altres quatre soldats van morir el 29 de maig de 1909, quan vint-i-cinc pierolistes dirigits per Carlos de Piérola, i els fills de Nicolás de Piérola, Javier i Amadeo, i un grup menor dirigit per Orestes Ferro, van intentar un audaç cop, que recorda al dels almagristes contra Francisco Pizarro, i van atacar el palau capturant al president Augusto Leguía que es va negar a renunciar.
En el Saló Basadre s'exhibeixen dos carruatges, un cotxe tipus landó i una carrossa tipus berlina, que es van usar per portar als presidents a les cerimònies oficials. Si bé el president José Luis Bustamante i Rivero va reemplaçar els carruatges per l'automòbil de luxe, això no va impedir que els carruatges fossin usats pel president Manuel Prado Ugarteche al seu segon govern, és a dir els carruatges presidencials de cerimònia van ser usats pel president fins a començaments de la dècada del 60 del Segle XX. Aquest saló porta el nom de l'historiador tacneny Jorge Basadre, des de l'any 2003, any del centenari del seu naixement, ocupant un lloc destacat el seu bust, obra de l'escultor Raúl Franco Ochoa.

### Saló Daurat

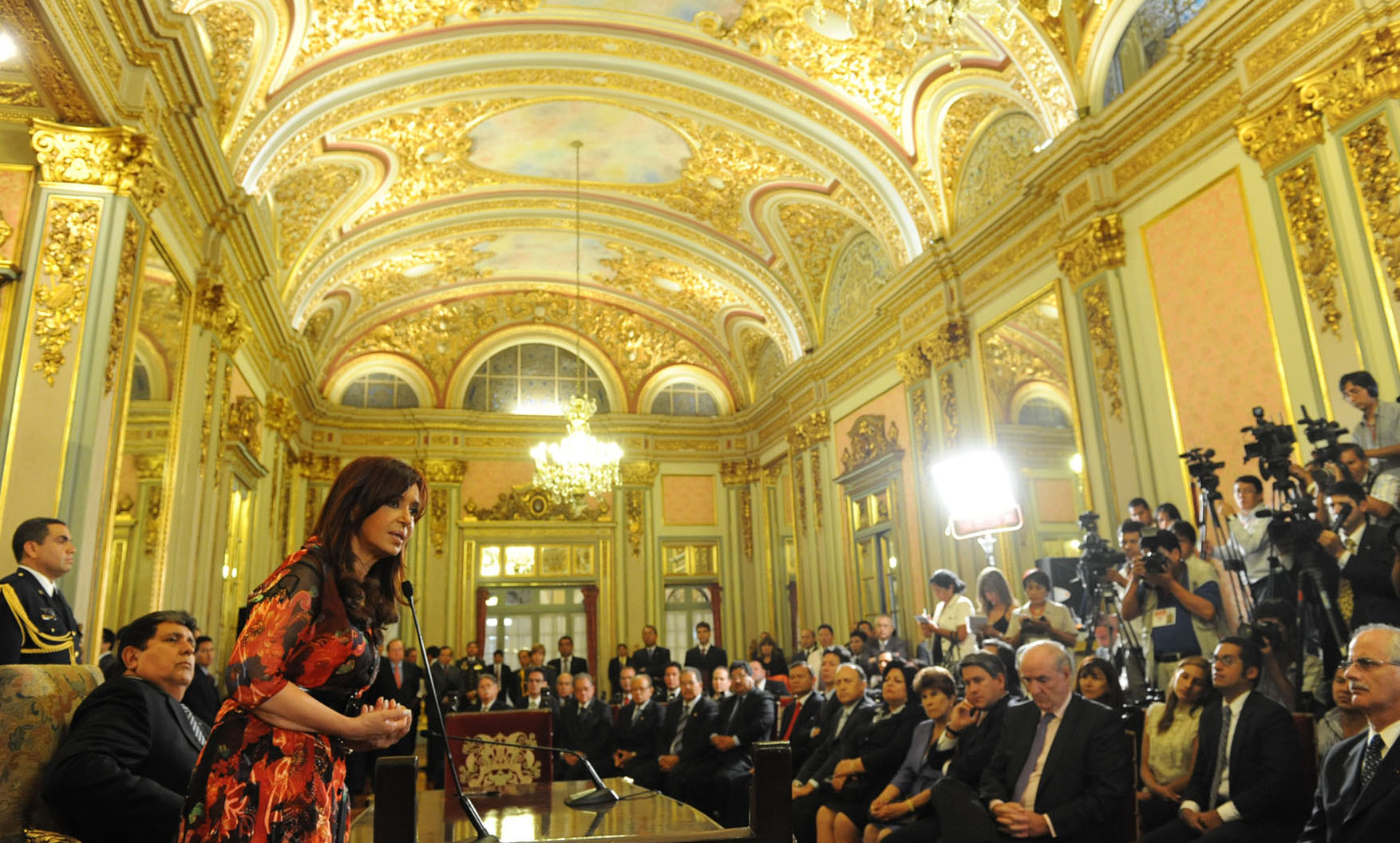
La presidenta argentina Cristina Fernández de Kirchner donant un discurs davant les delegacions de l'Argentina i el Perú en el Saló Daurat.

El Saló Daurat va ser inspirat en la Galeria dels Miralls del Palau de Versalles, és considerat el més impressionant recinte del palau. Està totalment recobert en pa d'or, els seus mobles van ser portats especialment de França i el seu sostre voltat està adornat amb motius que assemblen el cel dels andes peruans. És contigu al Saló Túpac Amaru i el seu mobiliari és d'estil Lluís XIV, sobre la taula central d'aquest saló hi ha un antic rellotge que està coronat amb una rèplica en miniatura de l'escultura eqüestre de Manuel Filiberto de Savoia, el vencedor de la Batalla de Sant Quintí, l'original del qual es troba a la Plaça Sant Carles de Torí.
La seva àmplia volta està sostinguda per pilastres, dos parells de columnes de marbre jaspi d'una peça sostenen una galeria. Panells de brocat, miralls i quatre aranyes estil Lluís XIV donen un ambient de sumptuositat al guix recobert de pa d'or. Aquest saló és efectista doncs aquí es realitzen cerimònies protocol·làries com la de la juramentació dels membres del Consell de Ministres del Perú o la de la imposició de l'Ordre El Sol del Perú. Sota el Saló Daurat van ser descoberts restes d'un temple pre inca els quals van ser presentats pel president Alan García l'11 de juliol de 2011.

### Saló Mariano Santos Mateos

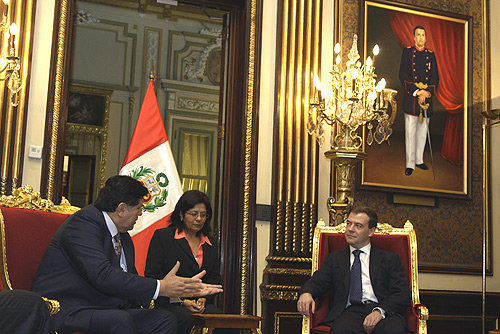
Alan García reunit amb Dmitri Medvédev en el Saló Mariano Santos durant el Cim APEC de 2008.

El Saló Mariano Santos Mateos, anteriorment anomenat Saló d'Ambaixadors, és un recinte on els ambaixadors presenten les seves credencials al President de la República, al moment en què són reconeguts oficialment. És també escenari de reunions de caràcter oficial amb els alts dignataris d'altres nacions. El 31 de desembre de 2007 el llavors Ministre de l'Interior del Perú Luis Alva Castro va anunciar que aquest saló portaria el nom de l'heroi nacional Inspector de Guàrdies GC Mariano Santos Mateos com a homenatge a la seva acció heroica que va ser decisiva per obtenir la victòria en la Batalla de Tarapacá, durant la Guerra del Pacífic (1879-1883).
Mariano Santos Mateos, el Valent de Tarapacá, va ser un Guàrdia Civil que va pertànyer al Batalló d'Infanteria Guàrdies de Arequipa Nº 25 i en la Batalla de Tarapacá va aconseguir apoderar-se de la coronela regimentaria (bandera) del Regiment 2do. d'Infanteria de Línia de l'exèrcit adversari sent felicitat per la seva acció i ascendit al grau immediat superior d'Inspector de Guàrdies de la Guàrdia Civil del Perú (grau policial equivalent al d'Alferes de la Policia Nacional del Perú). Aquesta sala presenta en les seves parets la imatge de Santos Mateos i un quadre alegóric a la victòria en la Batalla de Tarapacá, a més de vitrines amb les distincions de Santos Mateos, una rèplica de la seva espasa i alguns altres records de la seva vida.

### Saló de la Pau o Gran Menjador
El Saló de la Pau és el gran menjador del palau i és anomenat així perquè allí el 30 d'octubre de 1980 es va signar el tractat de pau entre El Salvador i Hondures, gràcies a la mediació de l'ex president José Luis Bustamante i Rivero. Del sostre d'aquest saló penja una gegantesca aranya feta de cristall de quars de bohèmia (la més gran del Perú) de quatre metres d'altura, cent cinquanta llums i una tona i mitjana de pes.
El saló amb capacitat per 250 comensals va ser dissenyat per Ricardo de Jaxa Malachowski en estil barroc colonial.

### Residència presidencial
La residència presidencial té un aire afrancesat del Segle XVIII. L'entrada principal correspon aproximadament a la porta del jardí on Juan de Rada va sortir amb les sis figues que Pizarro li va obsequiar i per on van treure el cos d'aquest després de ser assassinat pels Cavallers de la Capa. En l'entrada hi ha un saló oval de dos pisos, de ferro forjat en el pis superior. Les oficines de Cooperació Popular van estar aquí en el segon període de govern del president Fernando Belaúnde Terry. Hi ha una sèrie de passatges i racons com el Saló Verd, on Belaúnde Terry, acostumava a atendre a les visites que no eren de caràcter oficial.
El Saló Xinès és una habitació estreta que llueix un joc complet de mobles orientals de banús. Aquí se servia chifa quan era president Manuel Prado Ugarteche. Recintes importants en la residència són el Saló Blanc i el Saló Daurat, que és el centre cerimonial de la residència; moblat, exclusivament a l'estil Luis XV. A la part de dalt hi ha l'ampli i senzill dormitori presidencial. Les finestres donen al jardí posterior del palau limitades per reixes enormes que uneixen els dos braços de la façana.

## Guàrdies del Palau

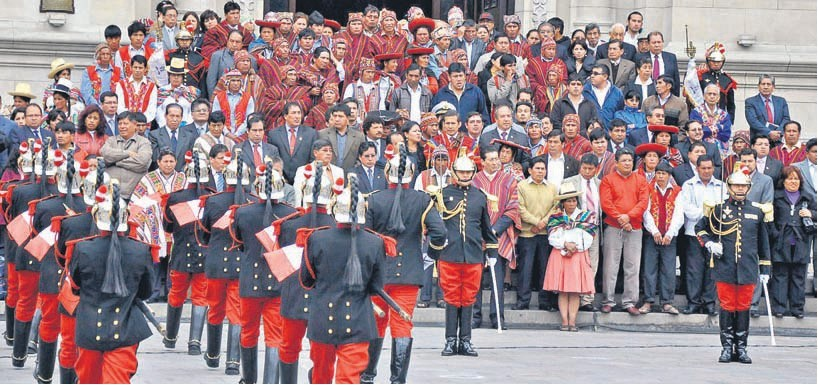
El president del Perú Ollanta Humala al costat d'una delegació de la ciutat de Chinchero (Cusco) presencia el Canvi de Guàrdia.

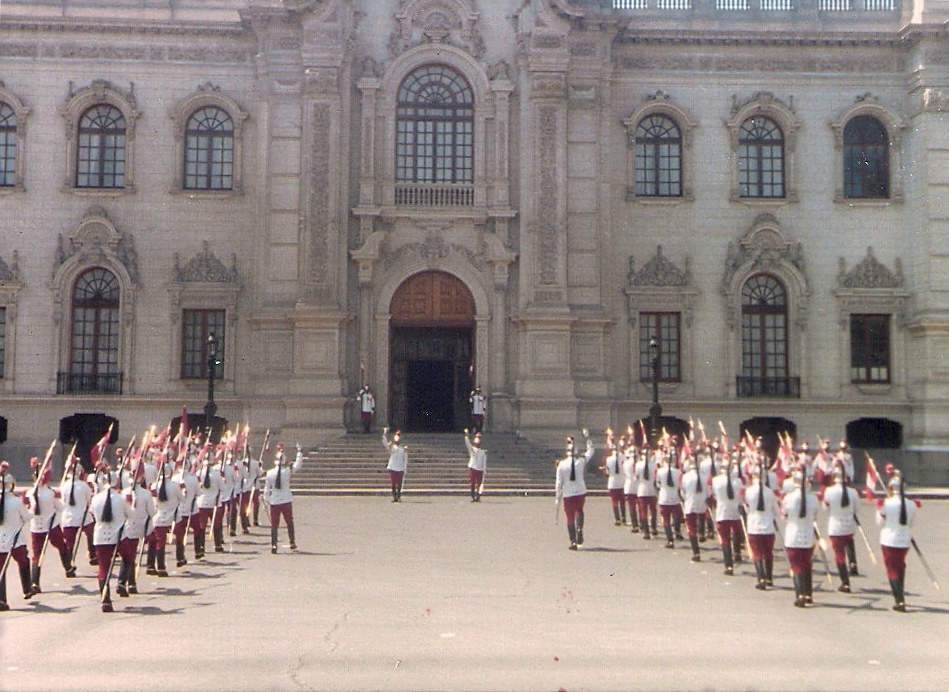
Cerimònia del canvi de guàrdia pels Dragons del Regiment de Cavalleria «Mariscal Domingo Nieto».

En el Perú la custòdia de les autoritats ha estat un element característic de la funció policial, i la relació entre els cossos policials i la seguretat dels qui exerceixen la conducció del país i de la seu que ocupen, com el Palau de Govern del Perú, és llarga en el temps i en la història.
La Companyia d'Alabarders de la Guàrdia Reial d'Infanteria del Virrei, la missió del qual era donar seguretat i protecció al representant del rei d'Espanya en el Perú, és el primer precedent d'aquesta funció policial especial i va ser un dels precursors institucionals del que és la seguretat de l'Estat.
La Companyia de Alabarders va ser creada pel virrei Antonio de Mendoza i Pacheco, Comendador de Socuéllamos al segle xvi, i des de la seva creació va tenir com a missió el resguard de la persona del virrei, també complia labors de cura de l'ordre públic i intervindrien contra bandolers i cimarrones.
A la República, la seguretat dels mandataris i del palau va ser responsabilitat dels Cossos de l'Exèrcit, alternant aquests -quan es considerava necessari- amb els Cossos Policials, com la Gendarmería Nacional del Perú, quan va ocórrer l'assassinat de Manuel Pardo i Lavalle en 1878, o la Guàrdia Civil del Perú, quan va defensar el Palau de Govern als moments en què el cabdill Nicolás de Piérola va prendre el poder al desembre de 1879.
Poc temps després d'inaugurat el nou palau en 1938, el Regiment de Cavalleria «Mariscal Domingo Nieto» Escorta del President de la República del Perú, Unitat de Dracs, pertanyent a l'Exèrcit del Perú i dependent de la Casa Militar del Palau va ser l'encarregada de complir la missió de Guàrdia d'Honor del Palau, a més de realitzar, des de 1904, la funció de Guàrdia Muntada del President de la República, exercint, a més, altres funcions protocolaries, mentre que la funció de Guàrdia de Seguretat del Palau era responsabilitat de la Companyia de Metralladores de Palau que era una unitat del Cos de Seguretat de la República des de 1934.
Al febrer de 1987 el president Alan García, va ordenar la desactivació d'aquest regiment reemplaçant-ho pel Regiment de Cavalleria Gloriós «Hússars de Junín N° 1» - Libertador del Perú, creat per José de San Martín.
No obstant això mitjançant la Resolució Ministerial No 139-2012/DE/EP del 2 de febrer de 2012, signada durant el govern de Ollanta Humala, es va aprovar i es va autoritzar la reactivació del Regiment de Cavalleria «Mariscal Domingo Nieto» com a escorta del president, donant-li com a missió principal la de garantir la seguretat del mateix i del Palau de Govern.
Tots els dies a les 12:00 hores el Regiment de Cavalleria «Mariscal Domingo Nieto» realitza la seva tradicional cerimònia del Canvi de Guàrdia. Els voltants del palau de govern són protegits per membres del Departament de Control de Disturbis de la Policia Nacional del Perú mentre que la seguretat i protecció permanent que es dona al president està a càrrec de la Divisió de Seguretat Presidencial de l'Adreça de Seguretat de l'Estat de la Policia Nacional del Perú.

## Galeria d'imatges

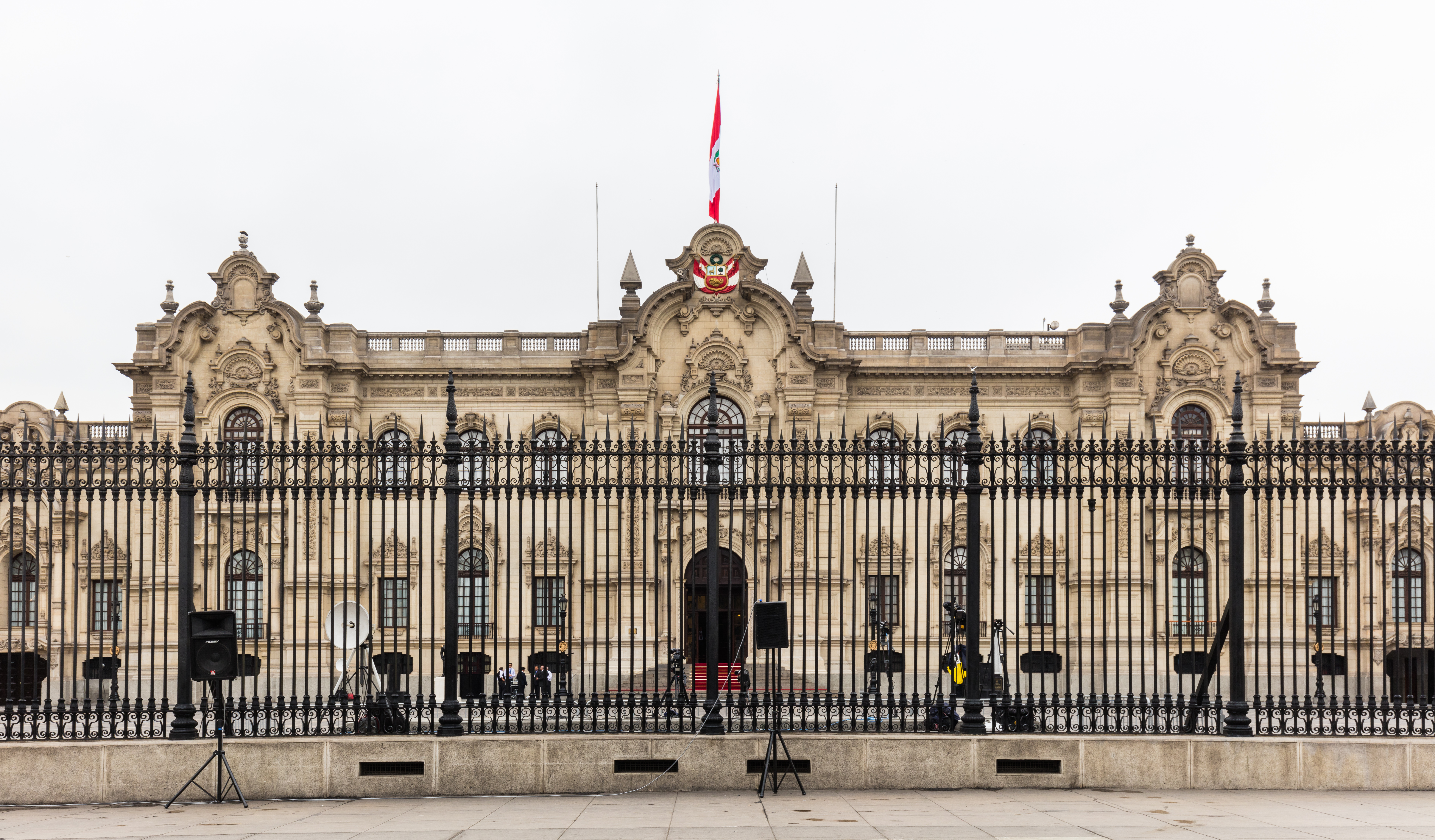
Vista del palau amb el seu reixat.
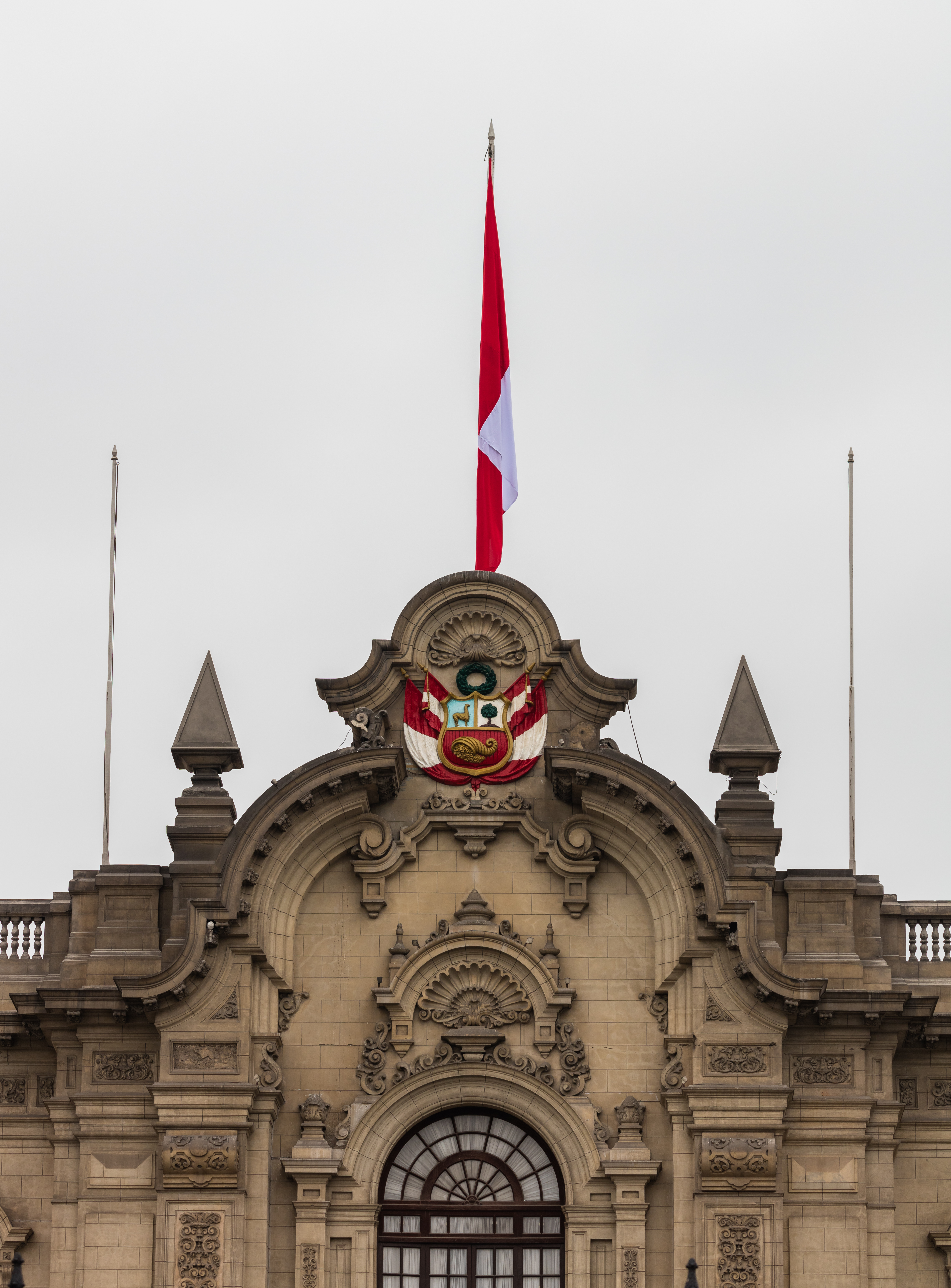
Detall de la façana.
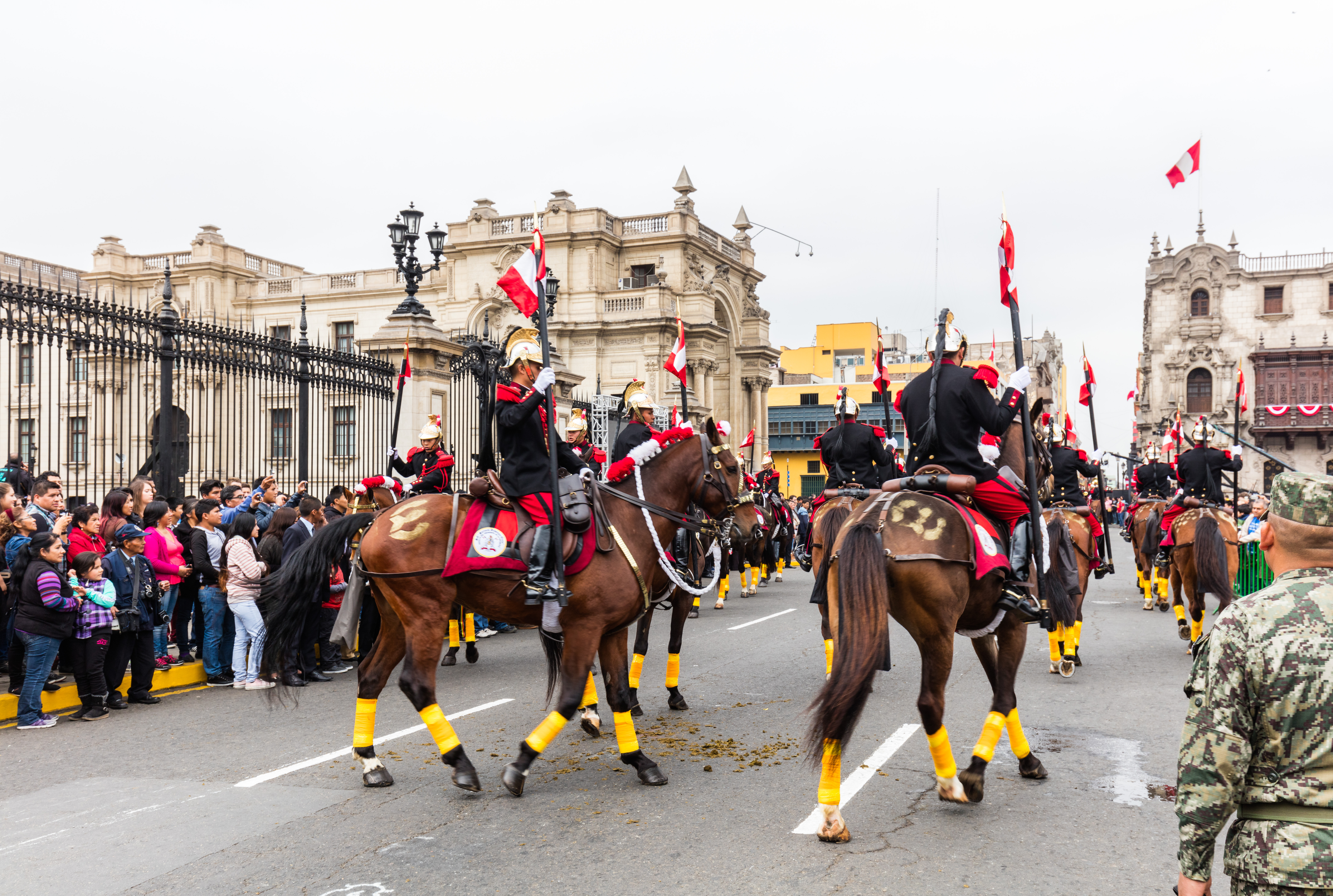
Escorta presidencial enfront del palau.